# Ministerul Apelor și Pădurilor (România)

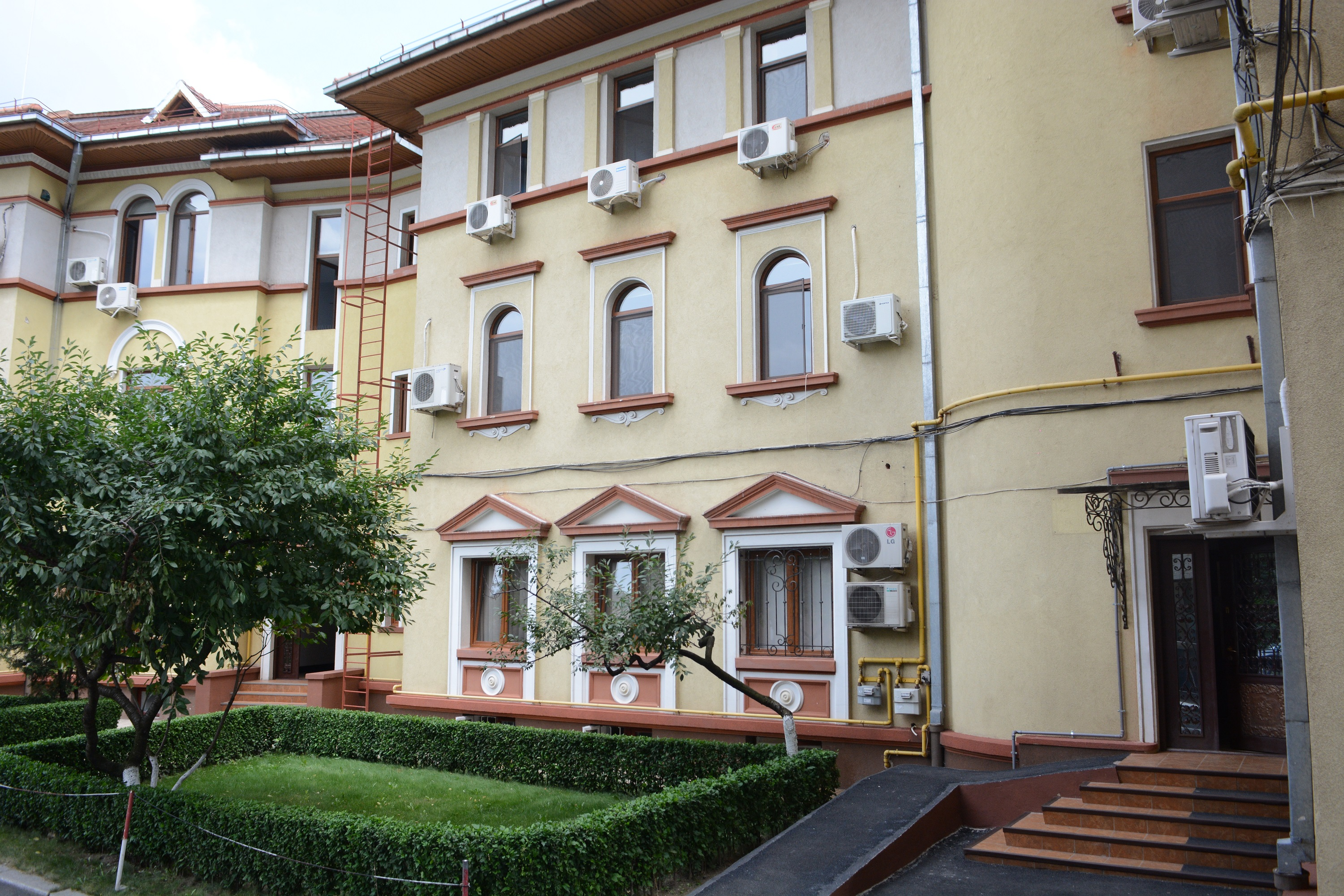

Ministerul Apelor și Pădurilor a fost înființat în baza OUG nr. 1/2017 și a HG nr. 20/2017. Ministerul Apelor și Pădurilor se organizează și funcționează ca organ de specialitate al administrației publice centrale, cu personalitate juridică, în subordinea Guvernului și își desfășoară activitatea în domeniile: planificare strategică, managementul fondului forestier și cinegetic, gospodărirea apelor, hidrologie, hidrogeologie, protecția, conservarea și refacerea capitalului natural din domeniul apelor și pădurilor.  În prezent, portofoliul de ministru al Apelor și Pădurilor este deținut de Adriana Doina Pană.

## Conducere
- Adriana Doina Pană - Ministru
- Istrate Ștețco - Secretar de stat pentru Păduri
- Adriana Petcu - Secretar de stat pentru Ape
- Răsvan Ilie Dumitru - Secretar general
- Ion Anghel - Secretar general adjunct
- Gyozo Istvan Barczi - secretar general adjunct[2]